# جورج فولکس، بارون فولکس از کامناک
جورج فولکس، بارون فولکس از کامناک (George Foulkes, Baron Foulkes of Cumnock) ‏PC (زادهٔ ۲۱ ژانویه ۱۹۴۲)، یک سیاست‌مدار و اشرافیت انتصابی اهل اسکاتلند است که از ۲۰۰۱ تا ۲۰۰۲ میلادی به عنوان معاون وزیر بریتانیا برای اسکاتلند خدمت نمود. او که عضو حزب کارگر و حزب همکاری بود، از ۱۹۷۹ تا ۲۰۰۵ میلادی نمایندهٔ حوزه انتخابیه کاریک، کامناک و دوون ولی که قبلاً به‌نام حوزه انتخابیه ایرشر جنوبی یاد می‌شد، در پارلمان بریتانیا بود. چندی بعد او از ۲۰۰۷ تا ۲۰۱۱ میلادی به عنوان نمایندهٔ اضافی از حوزه انتخابیه منطقهٔ لوتیانز در پارلمان اسکاتلند نمایندگی کرد.
فولکس که متولد شروپ‌شر است و در مدرسه دستور زبان کیت در مورای و به‌طور خصوصی در مدرسه پسرانه آسکی هبردشر در شهرستان هرتفوردشر آموزش دید، بعدآً وارد دانشگاه ادینبرو شده و فلسفه خواند. او قبل از این‌که به عنوان عضو شورای شهرستان ادینبرو و عضو شورای منطقه‌ای لوتیان انتخاب گردد، به عنوان رئیس اتحادیه دانشجویان اسکاتلندی خدمت نمود. پس از رقابت موفقیت‌آمیز از حوزه‌های انتخاباتی ادینبروی غربی در انتخابات ۱۹۷۰ و ادینبرو پینت‌لندز در انتخابات اکتبر ۱۹۷۴، او در انتخابات سراسری ۱۹۷۹ از حوزه انتخابیه ایرشر جنوبی و متعاقب تغییرات مرزی، از حوزه انتخابیه کاریک، کامناک و دوون ولی در انتخابات سراسری ۱۹۸۳ به عنوان عضو پارلمان انتخاب شد.
فولکس در ۱۹۸۳ میلادی به عنوان عضو حکومت اپوزیسیون در کرسی‌های جلوی پارلمان منتصب گردیده و به عنوان وزیر سایه اروپا، وزیر سایه امور خارجه و کشورهای مشترک‌المنافع و وزیر سایه دفاع به ترتیب خدمت نمود. او در ۱۹۹۳ میلادی، پس از حمله به یک افسر پلیس و متهم شدن به مستی و عمل‌کرد آشوب‌گرانه، از تصدی وزارت سایه دفاع مجبور به استعفا گردید. او با انتصاب به عنوان وزیر سایه در امور کمک‌های خارجی در ۱۹۹۴ میلادی دوباره به کرسی‌های جلو برگشت. پس از برنده شدن حزب کارگر در انتخابات سراسری ۱۹۹۷ میلادی، او از ۱۹۹۷ تا ۲۰۰۱ میلادی به عنوان معاون وزیر دولت بریتانیا در امور توسعه بین‌المللی، از ۲۰۰۱ تا ۲۰۰۲ به عنوان وزیر دولت برای اسکاتلند و از ۲۰۰۳ تا ۲۰۰۵ به عنوان نماینده بریتانیا در اجلاس پارلمانی شورای اروپا و اجلاس اتحادیه اروپای غربی خدمت نمود. او در انتخابات سراسری ۲۰۰۵ از سمت خود در پارلمان کناره‌گیری کرد.
فولکس در ماه ژوئن ۲۰۰۵ به مجلس اعیان بریتانیا پیوسته و در ماه ژوئیه در شورای خصوصی گماشته شد. او که در انتخابات پارلمانی ۲۰۰۷ اسکاتلند از فهرست منطقه‌ای حوزه انتخابیه لوتیانز به عنوان عضو پارلمان اسکاتلند انتخاب گردیده بود، از رفتار حکومت اقلیت حزب ملی اسکاتلند انتقاد کرده و به طرف‌داری از رضایت فرضی برای اهدای عضو مبارزه نمود. او در انتخابات ۲۰۱۱ پارلمان اسکاتلند شرکت نکرد. در مجلس اعیان، او هم‌واره به حکومت جدید کارگر وفادار مانده و از جنگ جاری در عراق و پیشنهادهای حکومت مبنی بر کارت‌های شناسایی الزامی حمایت کرد. در جریان مشاجره هزینه‌ها در ۲۰۰۹ میلادی، او مجری‌های تلویزیونی که هزینه‌های اعضای پارلمان را زیر سؤال می‌بردند، را متهم به تضعیف دموکراسی کرد. او از رهبر حزب کارگر، جرمی کوربین به‌خاطر عدم توانایی در رسیدگی به مسئله یهودستیزی در درون حزب انتقاد نموده و فراخوان‌های برای استعفای ریچارد لئونارد از رهبری حزب کارگر اسکاتلند داد.

## اوایل زندگی و حرفه
فولکس در اوسوستری، شروپ‌شر متولد گردیده و در بانف‌شر و بعداً در مورای بزرگ شد، جای که او در مدرسه متوسطه دولتی به‌نام مدرسه دستورزبان کیت آموزش دید. او بعداً در مدرسه خصوصی و مستقل به‌نام مدرسه پسرانه آسکی هبردشر در شهرستان هرتفوردشر پذیرفته شد. او مدرک لیسانس علوم خود را در رشته تخصصی فلسفه از دانشگاه ادینبرو به‌دست‌آورد، جای که او در ۱۹۶۳ میلادی رئیس ارشد شورای نمایندگان دانشجویان بود. چندی بعد او رئیس تمام-وقت اتحادیه دانشجویان اسکاتلندی شده و پس از آن به عنوان عضو شورای شهری شهرستان ادینبرو از بخش سلایت‌هیل و به ادامه آن به عنوان عضو شورای منطقه‌ای لوتیان انتخاب گردید.

## مجلس عوام بریتانیا
فولکس قبل از این‌که در مجلس عوام به عنوان نماینده انتخاب گردد، او در انتخابات ۱۹۷۰ میلادی از حوزه انتخابیه ادینبروی غربی به مبارزه پرداخت، اما کرسی را به نام‌زد حزب محافظه‌کار، انتونی ستودارت واگذار نمود. در انتخابات اکتبر ۱۹۷۴ میلادی، او از حوزه انتخابیه ادینبرو پینت‌لندز وارد مبارزات انتخاباتی شد، اما مغلوب مالکوم ریف‌کایند گردید. او در انتخابات سراسری ۱۹۷۹ از جانب حزب کارگر و حزب همکاری خود را از حوزه انتخابیه ایرشر جنوبی نام‌زد کرده و برای نخستین‌بار به عنوان نماینده مجلس انتخاب شد. پس از لغو این حوزه انتخابیه بر اثر تغییرات مرزی، او مجدداً در انتخابات سراسری ۱۹۸۳ میلادی از حوزه انتخابیه جدید کاریک، کامناک و دوون ولی انتخاب شد.
در ۱۹۸۱ میلادی، فولکس لایحه‌ای را تحت عنوان «لایحه کنترل بازی مهاجمان فضایی (و سایر بازی‌های الکترونیکی)»، در تلاشی برای ممنوعیت این بازی به دلیل داشتن «ویژگی‌های اعتیادآور» و «منحرف سازی» افراد، ترتیب نمود. این لایحه مورد بحث قرار گرفته و با تفاوت اندک در تعداد آرا، ۱۱۴ در مقابل ۹۴ رأی، شکست خورد. او در ۱۹۸۲ میلادی برای نخستین‌بار پیشنهادهای را برای ممنوعیت استفاده دخانیات در اماکن عمومی و در ۱۹۸۵ میلادی قانونی بر علیه تبعیض سنی را معرفی کرد، این دو پیشنهاد با استفاده از شیوه پیشنهاد لایحه توسط عضو پارلمان که بخشی از حکومت نیست، پیشنهاد گردید. به یک حامی قدرت‌سپاری به اسکاتلند، او در ۱۹۸۸ میلادی در تهیه سند «ادعای حق برای اسکاتلند» دخیل بود.
پس از خدمت در کمیته منتخب امور خارجی و مجمع پارلمانی شورای اروپا، فولکس در ۱۹۸۳ میلادی به کرسی‌های جلوی اوپوزسیون حکومت بریتانیا گماشته شده و به عنوان وزیر سایه اروپا و بعدتر به عنوان وزیر سایه امور خارجه و کشورهای مشترک‌المنافع خدمت نمود. در ۱۹۹۲ میلادی، او به عنوان وزیر سایه دفاع، خلع سلاح سازی و کنترل تسلیحات گماشته شد. پس از متهم شدن به مستی و عمل‌کرد آشوب‌گرانه در جریان رویدادی که او بر یک افسر پلیس حمله کرده بود، فولکس در ۱۹۹۳ میلادی مجبور کرده شد تا از سمت خود استعفا دهد. او در ۱۹۹۴ میلادی دوباره به کرسی‌های جلو برگشته و تا ۱۹۹۷ میلادی به عنوان معاون وزیران کمک‌های خارجی، جوان لیستر و کلیر شارت، خدمت کرد.
هنگامی که حزب کارگر در انتخابات سراسری ۱۹۹۷ برنده شد، فولکس به عنوان معاون وزیر دولت در وزارت جدیدالتاسیس توسعه بین‌المللی گماشته شد. پس از آن او از ۲۰۰۱ میلادی تا تغییرات در کابینه در ماه می ۲۰۰۲ به عنوان وزیر دولت برای اسکاتلند خدمت کرد. از ۲۰۰۳ تا ۲۰۰۵ میلادی، او نماینده بریتانیا در اجلاس پارلمانی شورای اروپا و اجلاس اتحادیه اروپای غربی بود. او در انتخابات سراسری ۲۰۰۵ از سمت خود به عنوان نماینده مجلس، کنار رفت.

## مجلس اعیان بریتانیا
در ۱۳ می ۲۰۰۵، اعلام گردید که قرار است فولکس یک اشرافیت انتصابی دریافت نماید. در ۱۶ ژوئن ۲۰۰۵، او لقب بارون فولکس از کامناک، برای منطقه کامناک در ایرشر شرقی، را به‌دست‌آورد. او در ژوئیه همان سال به عضویت شورای خصوصی درآورده شد. او هم‌واره به عنوان یک عضو «بسیار وفادار» در حکومت ۱۹۹۷–۲۰۱۰ کارگر باقی ماند. او طرف‌دار قوی پیشنهادهای ۲۰۰۶ حکومت مبنی بر کارت‌های شناسایی الزامی بود. او به حمایت از جنگ عراق ادامه داده و آغاز جنگ عراق توسط تونی بلر را به عنوان یک جنگ دارای هدف واضح که با درایت پیش‌برده شده و منتج به پیشرفت قابل‌توجه مردم عراق شده‌است، توصیف کرد.